# نیروی هوایی کلمبیا
نیروی هوایی کلمبیا (به اسپانیایی: Fuerza Aérea Colombiana‎) نیروی هوایی زیرمجموعه نیروهای نظامی کلمبیا است، که فعالیت خود را از سال ۱۹۲۱ آغاز کرد.